# Sogliatura

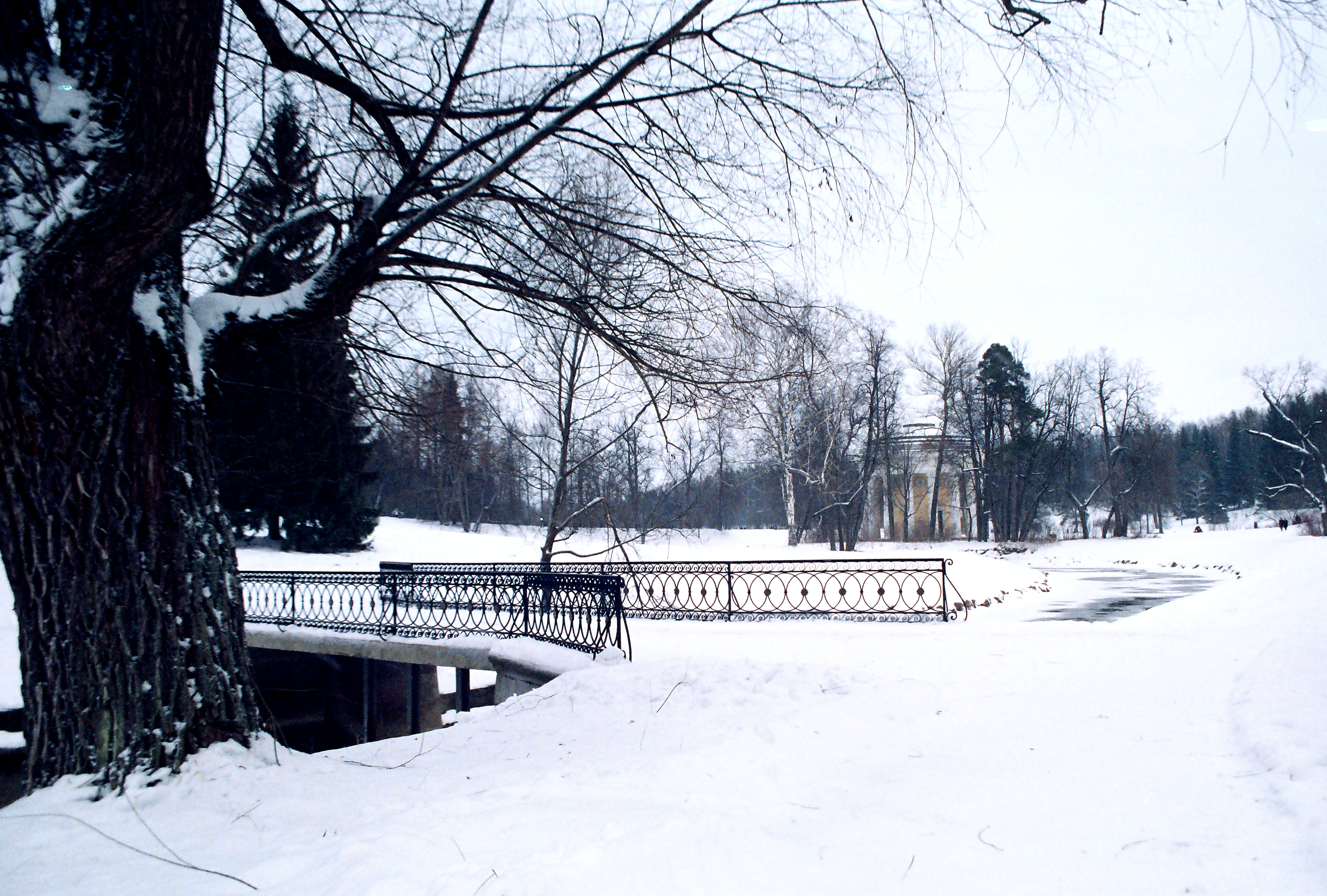
Immagine originale a colori

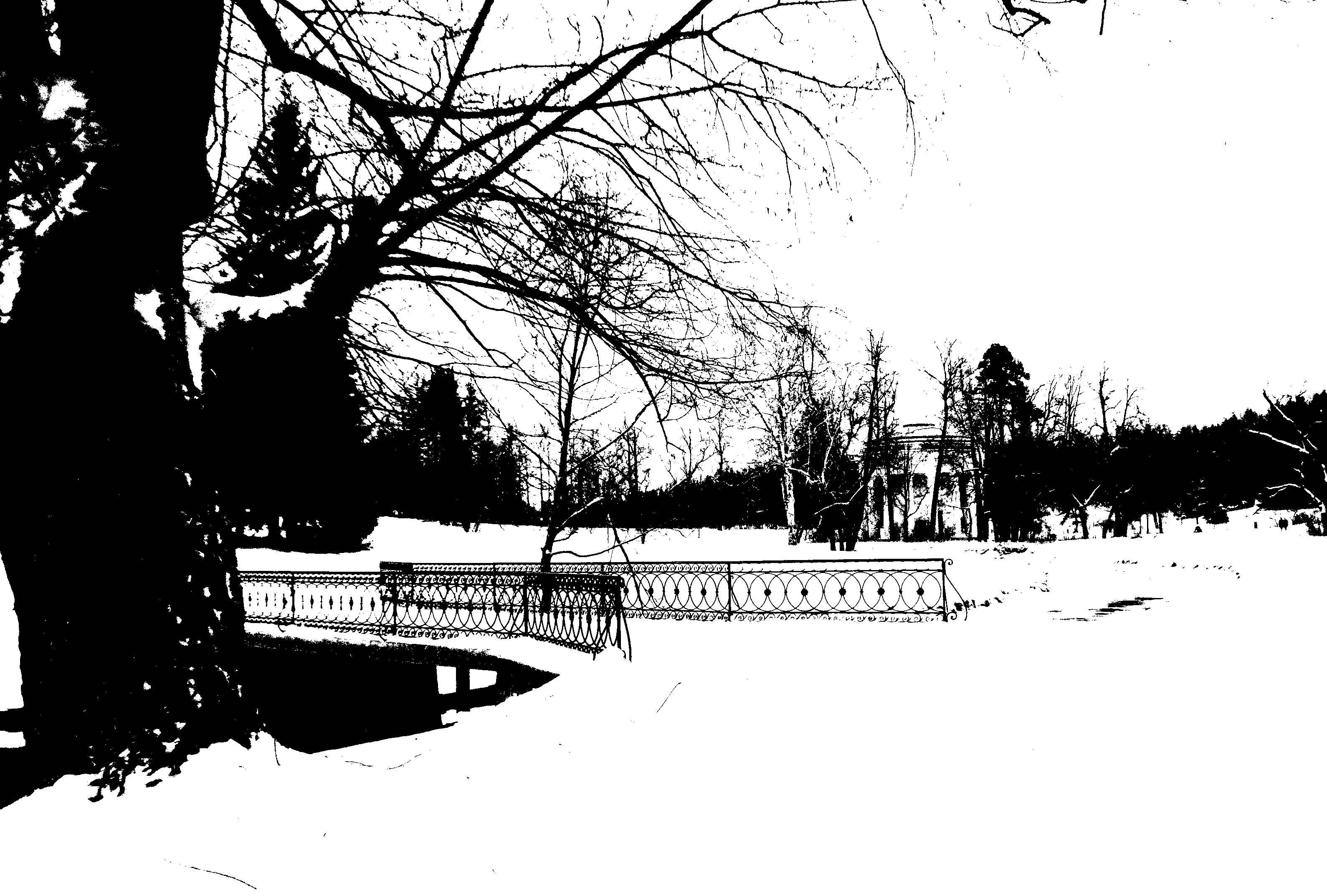
Esempio di immagine sogliata

La sogliatura anche detta in inglese thresholding nell'elaborazione digitale delle immagini è un semplice metodo per segmentare un'immagine. Da un'immagine a livelli di grigio, la sogliatura restituisce un'immagine binaria.

## Metodo
Durante un processo di sogliatura, singoli pixel dell'immagine sono catalogati come "pixel oggetto" se il loro valore è maggiore di una certa soglia e come "pixel di sfondo" se il valore è sotto la soglia. Solitamente l'immagine binaria in uscita ha valore pari a "1" dove è presente l'oggetto e pari a "0" per lo sfondo, ottenendo quindi un'immagine in bianco e nero.
Ovvero per un'immagine originale a livelli di grigio sogliata {\displaystyle I_{originale}(x)} la sogliatura si ottiene così:
{\displaystyle I_{binaria}(x)={\begin{cases}0&{\mbox{se}}\quad I_{originale}(x)<soglia\\1&{\mbox{se}}\quad I_{originale}(x)\geq soglia\end{cases}}}
Dove {\displaystyle x} rappresenta il digital number (DN) ovvero il valore del pixel nell'immagine.

### Selezione della soglia
Il parametro chiave in una sogliatura è la scelta del valore di soglia. Esistono diverse metodologie per la scelta automatica di questo valore, oppure è possibile sceglierlo a mano.
Un semplice metodo potrebbe essere quello di scegliere il valore medio o la mediana come valore di soglia. Questa logica può funzionare bene in un'immagine senza alcun tipo di rumore, altrimenti si debbono utilizzare tecniche più sofisticate, come ad esempio quello di creare un istogramma e osservare dove vi è il punto più basso in mezzo all'istogramma; quindi si sceglie quel valore come soglia. Ma questo poterbbe non funzionare in immagini più rumorose, dove forse vale la pena di utilizzare un K-means binario.

### Soglia adattiva
La cosiddetta "sogliatura adattiva" è un metodo che sceglie per differenti regioni nell'immagine una soglia diversa.

## Sogliatura multibanda
Anche le immagini a colori possono venire sogliate. Un semplice approccio potrebbe essere quello di scomporre l'immagine nei suoi tre canali RGB e sogliarli tutti indipendentemente. Le tre immagini binarie sono poi processate attraverso un'operazione logica di and.